# Azares del Páramo
Azares del Páramo es una localidad del municipio de Valdefuentes del Páramo, en la provincia de León, a 8 kilómetros de La Bañeza
Tiene una población de 92 personas, 54 varones y 39 mujeres.
La principal actividad es la agricultura.
Se encuentra a la ribera de la Presa Cerrajera.

## Fiestas
Las fiestas de este pequeño pueblo se festejan en mayo concretamente el día de la Ascensión.
Antiguamente se solían festejar en un jueves pero ahora las han pasado al viernes y sábado para que vayan los forasteros.
- Datos: Q5715035